# Operace Carbon
Operace Carbon byl krycí název pro paradesantní výsadek vyslaný během druhé světové války z Anglie na území Protektorátu Čechy a Morava. Byl organizován zpravodajským odborem exilového Ministerstva národní obrany a řazen byl do třetí vlny výsadků.

## Složení a úkoly
Desant tvořili kpt. František Bogataj, radista čet. asp. Jaroslav Šperl a parašutisté František Kobzík a Josef Vanc. Úkolem výsadku bylo ve spolupráci s domácím odbojem provádět zpravodajskou činnost a po přiblížení se fronty vyvolat ozbrojené povstání. Pro spojení s Londýnem byl desant vybaven radiostanicí s krycím názvem Jarmila.

Členové paradesantního výsadku Carbon
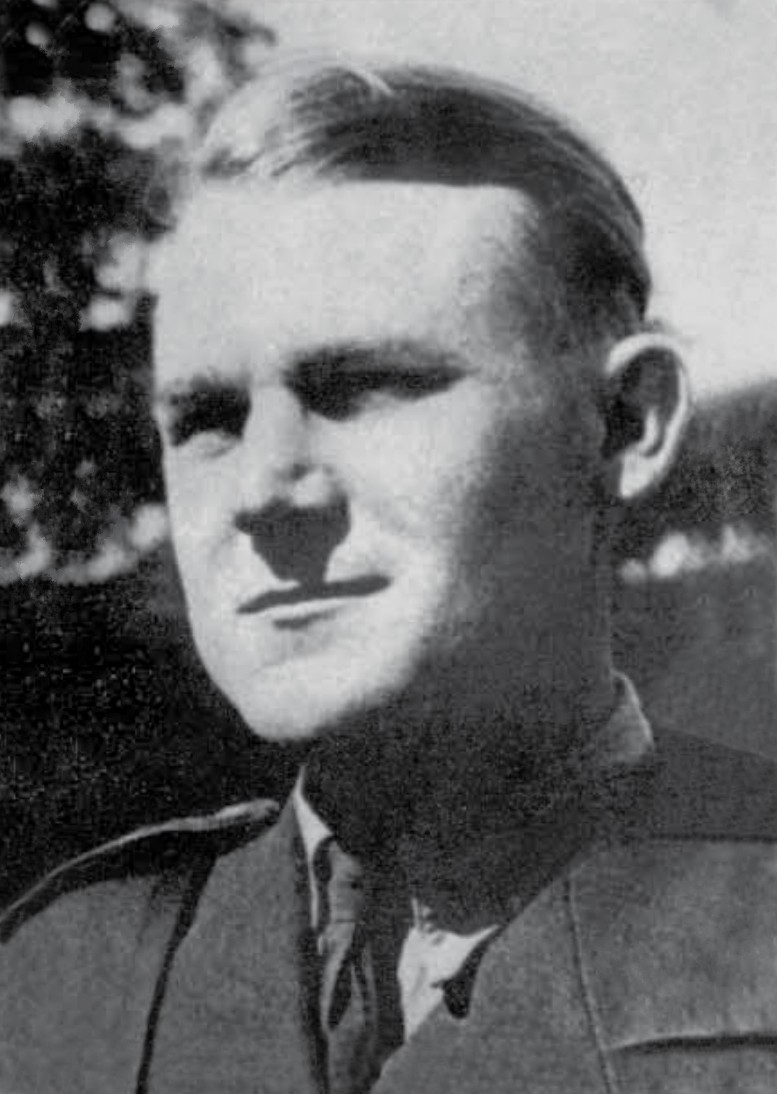
kapitán František Bogataj
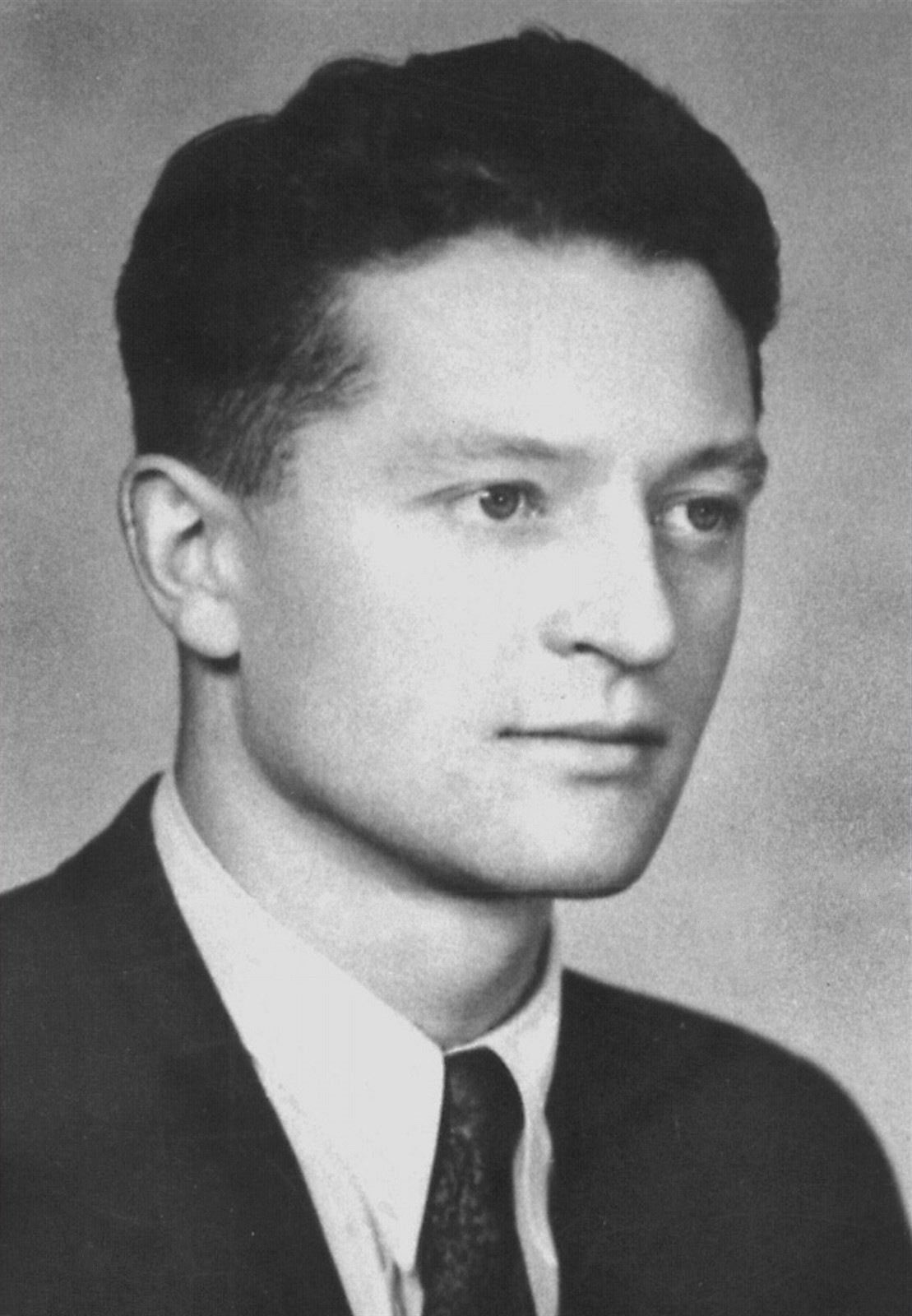
radista četař aspirant Jaroslav Šperl
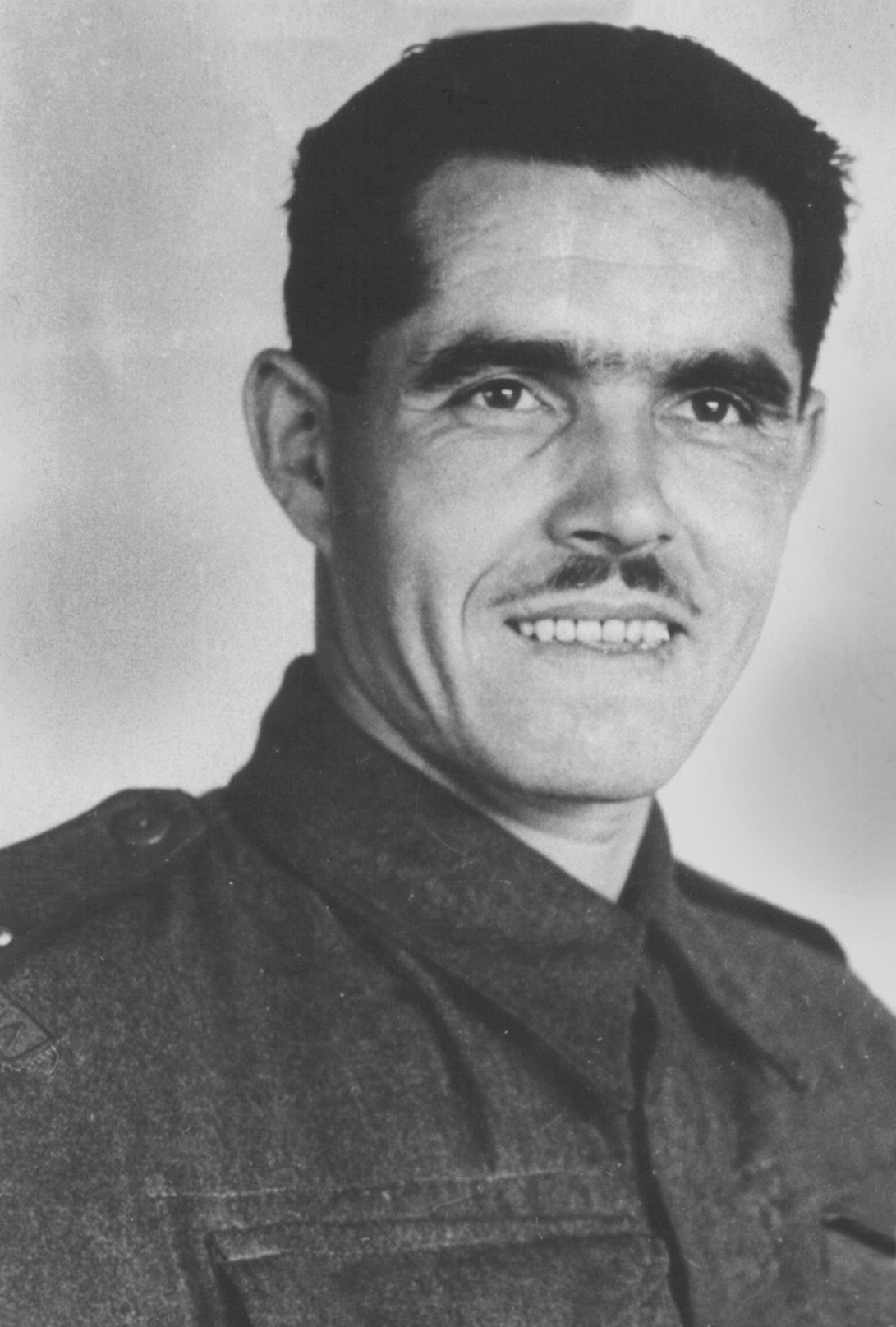
parašutista František Kobzík
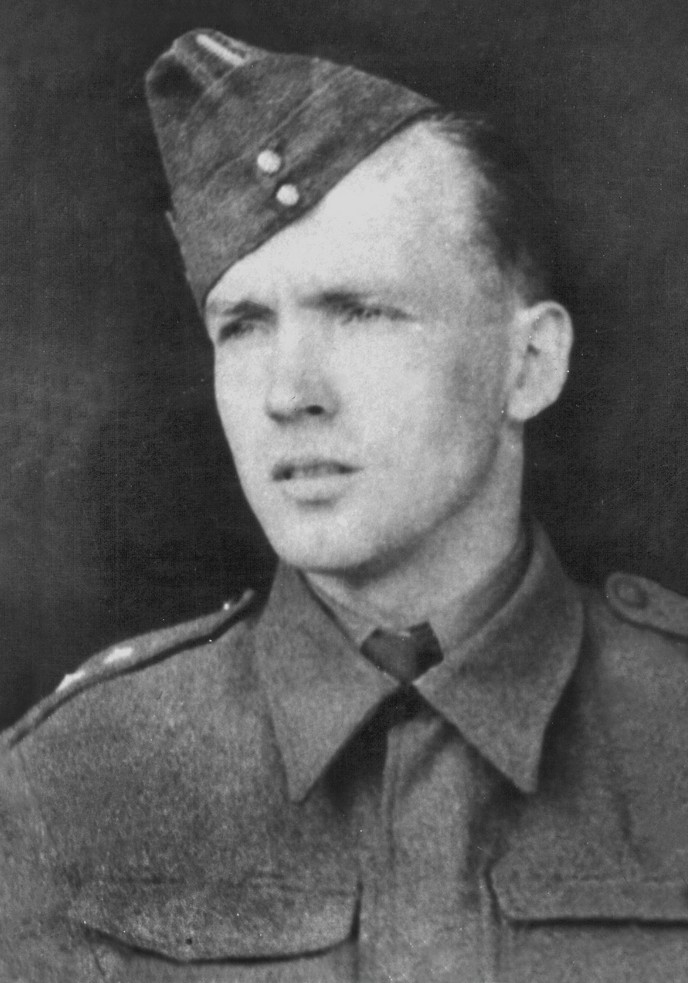
parašutista Josef Vanc

## Činnost
Desant byl vysazen 12. dubna 1944 mezi Ratíškovicemi a Vacenovicemi na Hodonínsku (společně se skupinou Clay). Skupina se nesešla. Kobzík a Vanc se pokoušeli najít úkryt v Uherském Hradišti, na kontaktních adresách ale byli odmítnuti. Ukryli se na půdě domu v Rudicích. Majitel, který nebyl o jejich pobytu informován, je považoval za tuláky nebo zloděje a oznámil jejich pobyt četníkům. Během přestřelky 7. května se oba parašutisté zastřelili. Bogataj se ukryl v Bzenci u příslušníka odboje, který nevědomky pracoval v síti řízené gestapem. Rada tří se o něm dozvěděla a zajistila Bogatajův přesun do bezpečí. Šperl se v té době ukrýval v Popovicích u Uherského Hradiště.
Poté, co se Bogataj se Šperlem znovu sešli, navázali bližší kontakt s Radou tří a společně s výsadky Clay a Calcium navázali spojení s Londýnem prostřednictvím vysílaček sestavených jedním z odbojářů. Skupina se později spojila s partyzánským oddílem ze Slovenska. V lesích u Míkovic vybudovali bunkry a vytyčili plochy pro shozy materiálu z letadel. Základna však byla přepadena gestapem a zlikvidována. Bogatajovi se podařilo najít nová místa pro shozy. Postupně se jim podařilo převzít zbraně a materiál ze 7 shozů, 11 shozů bylo ztraceno.
28. března 1945 byla vysílačka skupiny zaměřena a došlo k ozbrojenému střetu s gestapem; Šperl se prostřílel, těžce zraněný Bogataj byl zatčen. Díky výzbroji získané z Londýna prováděla skupina sabotáže a útoky na německé transporty (přepadla např. sklad továrny Avie). Skupina společně s domácím odbojem zorganizovala a provedla celkem 44 sabotážních akcí a před příchodem Rudé armády 27. dubna 1945 osvobodili obec Popovice.